# Sussex (Wisconsin)
Sussex es una villa ubicada en el condado de Waukesha en el estado estadounidense de Wisconsin. En el Censo de 2010 tenía una población de 10.518 habitantes y una densidad poblacional de 532,59 personas por km².

## Geografía
Sussex se encuentra ubicada en las coordenadas 43°8′11″N 88°13′23″O / 43.13639, -88.22306. Según la Oficina del Censo de los Estados Unidos, Sussex tiene una superficie total de 19.75 km², de la cual 19.61 km² corresponden a tierra firme y (0.68%) 0.13 km² es agua.

## Demografía
Según el censo de 2010, había 10.518 personas residiendo en Sussex. La densidad de población era de 532,59 hab./km². De los 10.518 habitantes, Sussex estaba compuesto por el 95.2% blancos, el 0.8% eran afroamericanos, el 0.33% eran amerindios, el 2.13% eran asiáticos, el 0% eran isleños del Pacífico, el 0.47% eran de otras razas y el 1.07% pertenecían a dos o más razas. Del total de la población el 2.37% eran hispanos o latinos de cualquier raza.